# Utmanzai
Utmanzai (en ourdou : اتمانزئ) est une ville pakistanaise située dans la province de Khyber Pakhtunkhwa. Elle est la quatrième plus grande ville du district de Charsadda, et située à moins de dix kilomètres au nord de la ville de Charsadda.
La population de la ville a été multipliée par près de deux entre 1972 et 2017, passant de 15 857 habitants à 30 747. Entre 1998 et 2017, la croissance annuelle moyenne s'affiche à 1,1 %, bien inférieure à la moyenne nationale de 2,4 %.
|            | 1972 (rec.) | 1981 (rec.) | 1998 (rec.) | 2017 (rec.) |
| ---------- | ----------- | ----------- | ----------- | ----------- |
| Population | 15 857      | 18 931      | 24 848      | 30 747      |